# Апостольский нунций в Доминике
Апостольский нунций в Содружестве Доминики — дипломатический представитель Святого Престола на Доминике. Данный дипломатический пост занимает церковно-дипломатический представитель Ватикана в ранге посла. Апостольская нунциатура в Доминике была учреждена на постоянной основе 1 сентября 1981 года.
В настоящее время Апостольским нунцием в Доминике является архиепископ Сантьяго Де Вит Гусман, назначенный Папой Франциском 12 ноября 2022 года.

## История
Апостольская нунциатура в Доминике была учреждена на постоянной основе 1 сентября 1981 года, Папой Иоанном Павлом II. Однако апостольский нунций не имеет официальной резиденции в Доминике, в его столице Розо и является апостольским нунцием по совместительству, эпизодически навещая страну. Резиденцией апостольского нунция в Доминике является Порт-оф-Спейн — столица Тринидада и Тобаго.

## Апостольские нунции в Доминике
- Поль Фуад Табет — (11 декабря 1981 — 11 февраля 1984 — назначен апостольским про-нунцием в Белизе);
- Мануэл Монтейру де Каштру — (16 февраля 1985 — 21 августа 1990 — назначен апостольским нунцием в Сальвадоре);
- Эудженио Сбарбаро — (1 февраля 1991 — 26 апреля 2000 — назначен апостольским нунцием в Югославии);
- Эмиль-Поль Шерриг — (8 июля 2000 — 22 мая 2004 — назначен апостольским нунцием в Корее);
- Томас Галликсон — (2 октября 2004 — 21 мая 2011 — назначен апостольским нунцием на Украине);
- Никола Джирасоли — (29 октября 2011 — 16 июня 2017 — назначен апостольским нунцием в Перу);
- Фортунатус Нвачукву — (4 ноября 2017 — 17 декабря 2021 — назначен постоянным наблюдателем Святого Престола при отделении ООН и специализированных учреждений ООН в Женеве);
- Сантьяго Де Вит Гусман — (12 ноября 2022 — по настоящее время).